# Femtotecnologia
La femtotecnologia és un terme utilitzat en referència a la manipulació hipotètica de la matèria a l'escala d'un femtòmetre, o 10-15 m. Això és tres ordres de magnitud inferior a la picotecnologia, a l'escala de 10-12 m, i sis ordres de magnitud inferiors a la nanotecnologia, a l'escala de 10-9 m.

## Teoria
El treball en el rang del femtòmetre implica la manipulació d'estats d'energia excitada dins dels nuclis atòmics, específicament els isòmers nuclears, per produir estats metaestables (o estabilitzats d'una altra manera) amb propietats inusuals. En el cas extrem, es consideren estats excitats dels nucleons individuals que formen el nucli atòmic (protons i neutrons), aparentment per adaptar les propietats de comportament d'aquestes partícules.
Sovint s'imagina que la forma més avançada de nanotecnologia molecular implica màquines moleculars autorreplicables, i hi ha hagut algunes especulacions que suggereixen que alguna cosa semblant podria ser possible amb anàlegs de molècules compostes per nucleons en lloc d'àtoms. Per exemple, l'astrofísic Frank Drake va especular una vegada sobre la possibilitat d'organismes autorreplicats composts per aquestes molècules nuclears que viuen a la superfície d'una estrella de neutrons, un suggeriment recollit a la novel·la de ciència-ficció Dragon's Egg del físic Robert Forward. Els físics creuen que les molècules nuclears poden ser possibles, però tindrien una vida molt curta, i si realment es podrien fer per fer tasques complexes com l'autoreplicació, o quin tipus de tecnologia podria servir per manipular-los, és desconegut.

## Aplicacions
Actualment es consideren aplicacions pràctiques de la femtotecnologia  és poc probable. Els espais entre els nivells d'energia nuclear requereixen equips capaços de generar i processar de manera eficient els raigs gamma, sense degradació de l'equip. La naturalesa de la interacció forta és tal que els estats nuclears excitats tendeixen a ser molt inestables (a diferència dels estats d'electrons excitats en els àtoms de Rydberg), i hi ha un nombre finit d'estats excitats per sota de l'energia d'unió nuclear, a diferència de l'infinit (en principi) nombre d'estats lligats disponibles per als electrons d'un àtom. De la mateixa manera, el que se sap sobre els estats excitats dels nucleons individuals sembla indicar que aquests no produeixen un comportament que de cap manera faci que els nucleons siguin més fàcils d'utilitzar o manipular, i indica, en canvi, que aquests estats excitats són encara menys estables i menys en nombre que els estats excitats dels nuclis atòmics.

## En la ficció
La femtotecnologia té un paper crític a la novel·la de ciència-ficció del 2005 Pushing Ice. També apareix en diverses històries de Greg Egan com Riding the Crocodile, on proposa la idea d'una "bala forta" que supera la inestabilitat de les femto-estructures d'alt pes atòmic en ser accelerada a una velocitat propera a la llum, deixant-la. recorre distàncies interestel·lars abans d'impactar un objectiu i construir una estructura estable a escala nanomètrica a mesura que decau.